# معركة دومة الجندل
كانت دومة الجندل إحدى المراكز التجارية الهامة في شبه الجزيرة العربية و تشتهر بسوقها المكتظ والغني، وكانت نقطة التقاء هامة للطرق التجارية القديمة بين شبه الجزيرة العربية والهلال الخصيب.

## الاعتقادات السائدة في دومة الجندل وقت المعركة
كان الناس في دومة الجندل يعبدون أصناما مختلفة ولكن في الفترة التي سبقت ظهور الإسلام بوقت قصير ظهرت كل من الديانتين المسيحية واليهودية فيها، وبالإضافة إليهما ظل الناس يعبدون أصناما مختلفة حتى ظهور الإسلام. وقد ركزت الروايات على وجود صنم (ود) وأنه كان يعبد في دومة الجندل. وقد تحدث عنه الكلبي في كتابه (الأصنام)، وذكر أن قبيلة كلب من بني قضاعة كانت تتعبد له بدومة الجندل.
وقد قام خالد بن الوليد بتحطيم صنم (ود) بعد ظهور الإسلام عندما بعثه النبي محمد بعد غزوة تبوك لهدمه.

## المسلمون غزوا دومة الجندل عدة مرات سابقاً
غزا المسلمون دومة الجندل في الواقع أربع مرات، كانت الأولى في العام الخامس الهجري عندما قاد النبي محمد صلى الله عليه وسلم غزوة دومة الجندل بنفسه ووجدها خالية من سكانها، والأخرى عام 6 للهجرة، 626 للميلاد، حيث أرسل النبي محمد صلى الله عليه وسلم عبد الرحمن بن عوف إليها لأن سكانها كانوا يغيرون على الطرق التجارية وأوصاه بدعوتهم إلى الإسلام والزواج من بنت ملكهم، وهذا ما فعل عبد الرحمن بن عوف حيث عاد من دومة الجندل، بعد إسلام ملكها الأصبغ بن عمرو الكلبي، وزواجه من ابنته تماضر بنت الأصبغ.
وفي عام 9 للهجرة أي 630 ميلادي أرسل النبي محمد صلى الله عليه وسلم خالد بن الوليد إليها على 420 فارس ليجلب له ملكها أكيدر بن عبد الملك الكندي الذي أسلم بين يدي الرسول آنذاك، ثم كتب بعدها النبي محمد صلى الله عليه وسلم ميثاقاً إلى أهل دومة الجندل.

## خلفية المعركة
في عام 12 للهجرة، 633 ميلادي، وفي الوقت الذي أمر الخليفة أبو بكر الصديق خالد بن الوليد بالتحرك من اليمامة لغزو العراق أرسل عياض بن غنم لفتح دومة الجندل وإعادة القبائل الشمالية إلى النفوذ الإسلامي.
وصل عياض إلى دومة الجندل ليراها محصنة تحصيناً شديداً من قبيلة كلب العربية المسيحية التي كانت تقطن المنطقة على الجانب الشرقي لسوريا، وتمركز عياض على الجهة الجنوبية من الحصن، حيث نشأت حالة تُعتبر هراءً من الناحية العسكرية، فقد اعتبر العرب المسيحيون أنفسهم محاصرين رغم أن الطريق إلى الشمال كانت مفتوحة. والمسلمون الذين كانوا ملاصقين للحصن لم يستطيعوا التوقف عما هم فيه. وحسب المؤرخين فقد كان الطرفان محاصرين.
وقد أنحصرت العمليات القتالية على رمي النبال والتراشق من جانب حامية الحصن. وقد دامت تلك الحالة لعدة أسابيع حتى تعب الطرفان بنفس الوقت وعانوا من الأضرار بنفس الحجم تقريباً. واتبع القائد المسلم عياض نصيحة أحد رجاله بالكتابة إلى خالد بن الوليد في العراق طلباً للمساعدة، ففعل وشرح له الوضع القائم في دومة الجندل.
وصلت هذه الرسالة إلى خالد عندما كان يهم بالرحيل من عين التمر بإتجاه الحيرة، وكانت الأوضاع في العراق قد استقرت. في اليوم التالي لوصول نبأ بن غنم غادر خالد بن الوليد عين التمر على رأس ستة آلاف رجل بإتجاه دومة الجندل.

## التعبئة العامة الجديدة
وقد عرفت الحامية في دومة الجندل بقدوم خالد إليها، وكان في قيادتها كل من أكيدر بن عبد الملك الكندي الذي ارتد عن الإسلام والجودي بن ربيعة، ونشب خلاف بين القائدين العربيين فتنازل أكيدر عن القيادة. ويروي الطبري في تاريخه انه لما بلغهم دنو خالد وكانوا على رئيسين أكيدر بن عبد الملك والجودي بن ربيعة اختلفوا فقال اكيدر: انا اعلم الناس بخالد لاحد أيمن طائراً منه ولا أحد في حرب ولايرى وجه خالد قومًا ابداً قلوا أو كثروا الا انهزموا عنه فأطيعوني وصالحوا القوم فأبوا عليه وقال له لن أمالئكم على حرب خالد فشأنكم، فخرج لطيته وبلغ ذلك خالد فبعث عاصم بن عمرو معارضاً له، فأخذه وأتى به إلى خالد فضُربت عنقه.
وأعلنت حالة الاستنفار في الحصن، حيث كانت الحامية مستعدة للصمود أمام عياض بن غنم، ولا فرصة لها بالصمود إذا شارك خالد في الحصار، وأرسل المحاصَرون رسلَهم على عجل إلى القبائل العربية المجاورة يطلبون الدعم، وقد لبّت القبائل العربية المسيحية نداء الاستغاثة بحماس، فقد انضمت قوات من الغساسنة ومن كلب للدفاع عن الحصن، حيث عسكر أغلبهم تحت جدران الحصن بسبب ضيق المكان فيه.

## سير المعركة
بعد وصوله ضم خالد بن الوليد عياض إلى قيادته وصار مجموع قوات المسلمين حوالي 10 آلاف في مواجهة 12-15 ألف في المقابل.
أوكل خالد لرجال عياض بن غنم بسد الطريق إلى الجنوب من الحصن وتمركز بجيشه إلى الجهات الشرقية والشمالية والغربية مغلقاً بذلك الطرق إلى العراق والأردن مستبقياً بعض قواه القوية على مسافة أبعد كاحتياط، حتى يستطيع تكبيد العدو أكبر خسائر ممكنة قبل الهجوم على الحامية بعد إضعافها. وقد تمركز بقواته بعيدة عن الحصن.
وانتظر قائد العرب المسيحين، وكان يدعى "جودي بن ربيعة"، المسلمين كي يقوموا بالحركة الأولى، ولكن المسلمين بقوا هادئين، بعد فترة وجد جودي أن المسلمين لن يقوموا بالهجوم فقرر هو البدء بالهجوم والتحرك بمجموعتين، الأولى تهاجم عياض على الطريق العربي، بينما يقود هو المجموعة الثانية الأكثر عدداً والتي تضم قبيلته وديعة، لمهاجمة معسكر خالد بن الوليد الواقع في الشمال.
وتمكن عياض من رد هجوم العرب، بينما خرجت المجموعة الأكبر، بقبيلة وديعة وتحت قيادة جودي، وبنفس الوقت لمهاجمة خالد الذي كان على الطرف الآخر من الحصن متأهباً بجيشه للمعركة، وعندما رأى جودي أن المسلمين لم يحركوا ساكناً قرر الهجوم فقد نظم قبيلته للقتال وتقدم لمواجهة خالد، وعندما صارت المسافة قريبة جداً بين الجيشين أمر خالد فجأة بالهجوم، وضرب جودي بعنف وسرعة كبيرين، فدُمر جيش جودي خلال دقائق قليلة.
وأسر جودي مع مئات من رجال قبيلته، بينما هرب الباقون بشكل عشوائي بإتجاه الحصن. أما العرب الباقون في الحصن والذين لم يغادروه فقد رؤوا حشداً كبيراً من البشر يهرع بإتجاه الحصن، نصفهم من المسلمين، فأغلقوا أبواب الحصن بوجه رفاقهم، ومُنعت قبيلة وديعة التي كانت تقاتل مع جودي من الحصن، ووقع المئات منهم في الأسر وقتل الباقون، منهم خلال المعركة العنيفة الخاطفة، ومنهم بعد المعركة أثناء القتال عند بوابة الحصن.
أخذ خالد جودياً ومن أسر معه إلى أمام الحصن كي يرى الجميع قطع رؤوسهم. ودام الحصار بعد ذلك لعدة أيام أخرى، وبعدها هاجم خالد الحصن، ودافعت الحامية ما استطاعت وأبدت مقاومة قد المستطاع، ولكن أمام جيش خالد المدرب جيداً على القتال لم يكن لها أي فرصة، فذُبِحت أغلبية الحامية، بينما وقعت النساء والأطفال والشبان في السبي. كان ذلك في آخر أسبوع من شهر أغسطس/ آب من عام 633.

## بعد المعركة
أمضى خالد بن الوليد عدة أيام بعد المعركة في دومة الجندل، توجه بعدها إلى الحيرة وأصطحب معه عياض بن غنم تحت قيادته. وعند وصوله إلى الحيرة كانت الأوضاع في الجبهة العراقية قد ساءت من جديد.